# 1052

## Esdeveniments
- Comtat de Besalú: Guillem II esdevé comte per la defunció del seu pare Guillem I.
- Comtat de Barcelona: Ramon Berenguer I repudia la seva muller Blanca de Narbona i es casa amb Almodis de la Marca.

## Naixements
- 23 de maig - França: Felip I de França, que serà rei (m. 1108).
- Châteauneuf-sur-Isère (Delfinat) – França: Sant Hug, bisbe de Grenoble (m. 1132).

## Necrològiques
Països Catalans
- Comtat de Besalú: Guillem I, comte.

Resta del món
- 6 de març - Winchester (Anglaterra)ː Emma de Normandia, reina consort d'Anglaterra i, després, de Dinamarca (n. 985).